# 不凍港
不冻港是冬季不会结冰，船舶能正常进出的港口，尤指高纬度地区（如俄罗斯、北欧、加拿大、阿拉斯加等）冬季不结冰的港口。从地理学角度看，高纬度地区的不冻港主要受制于这样几个因素：暖性洋流流经港口海域；海水的盐度及港口附近有无河流注入，一般有河流注入的港口，海水盐度被河水冲淡，容易结冰；港口海域水体对太阳热能的储存能力。典型例子有俄罗斯摩尔曼斯克州首府摩尔曼斯克港及格陵兰城镇锡西米尤特，位于北极圈内，由于受暖洋流影响，是典型的高纬终年不冻港。其他冬季不结冰的港口也包括秦皇岛，温哥华港，以及世界第一大港鹿特丹。